# Thad Jones
Thaddeus Joseph "Thad" Jones (28. marts 1923 i Pontiac, Michigan – 20. august 1986 i København) var en amerikansk trompetist, komponist og orkesterleder.
I skolen spillede han kornet og skrev sine første arrangementer for en onkels familieorkester, da han var 13 år gammel.
Fra 1941 til 1942 turnerede han med Connie Connells orkester i sydstaterne. Efter at have slået sig ned i Des Moines, Iowa og spillet med en række danseorkestre (bl.a. Charlie Youngs) flyttede han tilbage Michigan, denne gang i Detroit, hvor han på Bluebird-klubben ledede en kvintet med Billy Mitchell, Tommy Flanagan og sin bror Elvin Jones.
Thad Jones tilbragte 1953 som rejsende musiker, og fra 1954 til 1963 var han medlem af Count Basies orkester, som han også skrev arrangementer for. I disse år deltog han også i en række projekter med fx Charles Mingus, Thelonious Monk og George Russell samt på egen hånd.
I 1966 dannede han med Mel Lewis et stort orkester, som oprindeligt var et con amore-orkester til at fylde mandagene ud på Village Vanguard i New York, men som kom til at eksistere i 11 år og blev et af de mest betydningsfulde store ensembler i den nyere jazz. Thad Jones forlod orkestret i 1977 og slog sig herefter ned i København for at blive chefdirigent for Danmarks Radios Big Band, mens Mel Lewis drev orkestret i New York videre under eget navn.
I København underviste Thad Jones endvidere på konservatoriet, og efter at have været chefdirigent dannede han et nyt stort orkester med danske, svenske og amerikanske musikere med navnet Eclipse. Han holdt liv i sin karriere som instrumentalist trods en alvorlig læbeskade, men i 1986 måtte han give op på grund af sygdom – samme år som han døde (20. august) i København, hvor han også ligger begravet (Vestre Kirkegård). Han giftede sig med Lis og fik sønnen Thaddeus Joseph William (1980).
Thad Jones spillede som solist med sin egen tørre tone og en lidt kantet frasering, og med sin blanding af maskulinitet og sofistikation er han en modvægt til periodens anden store musiker på området, Gil Evans. Hans big band-stykker spilles af orkestre verden over, men har fået særligt fremragende udførelser af Danmarks Radios Big Band og The Vanguard Jazz Orchestra.